# Filene's Basement
Filene's Basement, ook wel The Basement genoemd, was een warenhuisketen in Massachusetts die tot april 2009 eigendom was van Retail Ventures, Inc., toen het werd verkocht aan Syms.
Filene's Basement, de oudste discounter in de Verenigde Staten, richtte zich op hoogwaardige goederen en stond bekend om zijn kenmerkende, laag-technologische automatische afprijssysteem. Eind 2006 exploiteerde het bedrijf winkels in grootstedelijke gebieden in acht Amerikaanse staten en Washington, DC en had een 44.000 m² groot distributiecentrum in Auburn, Massachusetts . De naam van de winkel is afgeleid van de ondergrondse locatie van de vlaggenschipwinkel in de kelder van het voormalige warenhuis Filene aan Downtown Crossing in Boston, Massachusetts. Het vlaggenschip aan Downtown Crossing sloot in september 2007, terwijl het gebouw gerenoveerd werd en na voltooiing van de bouw zou worden heropend. 
De economische crisis van 2009 had een negatieve invloed op de keten, wat leidde tot de sluiting van veel winkels en de uiteindelijke verkoop van de keten door Retail Ventures, Inc. aan Buxbaum Group, dat in mei 2009 faillissement aanvroeg. Filene's Basement werd vervolgens verkocht aan Syms Corporation, de eigenaar van de discountketen Syms. In november 2011 vroeg Syms het faillissement aan, wat resulteerde in een opheffingsuitverkoop. De laatste Filene's Basement-winkels sloten op 29 december 2011 definitief hun deuren. In 2012 verwierf de private-equityfirma Trinity Place Holdings de merkrechten op Filene's Basement. In het najaar van 2015 werd Filene's Basement opnieuw geïntroduceerd als online retailer. 

## Geschiedenis
De geschiedenis van Filene's Basement is verweven met die van de warenhuisketen Filene's. In 1908 kwam Edward A. Filene, zoon van de oprichter van Filene's, William Filene, op het idee om overtollige voorraden en uitverkoopartikelen te verkopen in de kelder van de winkel van zijn vader. Filene's "Automatic Bargain Basement ", zoals het oorspronkelijk heette, werd in 1909 geopend in de kelder van Filene's vlaggenschipwinke aan Downtown Crossing.
Filene's Basement en haar zusterbedrijf, Filene's Department Store, waren volledig eigendom van Federated Department Stores uit Cincinnati. De twee bedrijven deden veel operationale zaken samen, waaronder salarisadministratie, voorzieningen en een gemeenschappelijke creditcard. 
Na de noodlottige overname van Federated Department Stores door Campeau Corp. uit Canada, werd Filene's Basement verzelfstandigd. Het werd een particuliere onderneming middels een leveraged buyout-overeenkomst onder leiding van de toenmalige CEO en president Jim Anathan, voorzitter Sam Gerson en andere investeerders. De entiteit werd bekend als "Filene's Basement, Inc." en bleef het hoofdkantoor in Wellesley, Massachusetts .
In april 1988 werd Filene's gekocht en overgenomen door May Department Stores, en het lot van de winkels liep uiteen. Filene's Basement, op dat moment al een apart bedrijf, begon aan een grote maar onverstandige expansiestrategie. Tien jaar later, in augustus 1998, werd de keten dwong om uitstel van betaling aan te vragen, hetgeen leidde tot de sluiting van meer dan 30 verkooppunten. Het uitstel van betaling kon snel worden beëindigd en de expansie werd al snel hervat, zij het voorzichtiger.
In maart 1999 introduceerde het bedrijf met een nieuw winkelconcept,  Aisle 3. De winkels met een gemiddelde oppervlakte van 5.600 m² waren allen geopend van vrijdag tot en met zondag en bevonden zich in de buurt van grote stedelijke gebieden. Het plan was om eind 1999 ten minste 10 winkels te openen en in de daaropvolgende jaren 40 tot 50 winkels, maar uiteindelijk werden er slechts acht geopend. Alle Aisle 3-locaties werden gesloten na de aankoop van Filene's Basement door Value City Department Stores Inc. (later Retail Ventures, Inc.) in maart 2000. Kort daarna werden drie Filene's Basement-locaties heropend in de buurt van Washington, DC, en werden gematigde uitbreidingspogingen hervat. 
In 2006 kocht Macy's Department Stores de oorspronkelijke Filene's- keten. Omdat veel winkellocaties tussen Filene's en Macy's elkaar niet overlapten, werden de meeste Filene-locaties gespaard en heropend als Macy's, maar de vlaggenschiplocatie (die aan de overkant van een bestaande Macy's-winkel zat) niet. Macy's sloot Filene's aan Downtown Crossing in Boston, direct boven de vlaggenschipwinkel Filene's Basement, en verkocht het gebouw voor herontwikkeling. Filene's Basement in de kelder van pand werd op 3 september 2007 gesloten in verband met de herontwikkeling.
Destijds werden plannen aangekondigd om Filene's Basement in 2009 op dezelfde locatie te heropenen. De toenmalige burgemeester van Boston, Thomas Menino, uitte zijn bezorgdheid over het feit dat de keten tijdens de tweejarige renovatie geen tijdelijke locatie voor de winkel kon vinden, en zei dat ze "een locatie in de stad hadden kunnen vinden als ze het bedrijf echt hadden willen voortzetten". Filene's Basement had echter al in 2006 een tweede winkel in Boston geopend aan Boylston Street nabij Copley Square, anderhalve kilometer verwijderd van de vlaggenschipwinkel. Door diverse omstandigheden kwamen de renovatiewerkzaamheden op de locatie in Downtown Crossing eind 2008 tot stilstand, waardoor het gebouw gedeeltelijk gestript bleef. Toen de renovatie in 2009 afgerond was verhuisde Filene's Basement niet terug naar zijn oorspronkelijke locatie, zoals eerder gepland.

### Faillissement en verkoop
De economische crisis eiste zijn tol van de keten en eigenaar Retail Ventures, Inc kondigde op 20 januari 2009 zijn plannen aan om 11 van de 36 winkels te sluiten. De winkelsluitingen keerden het tij niet en op 22 april 2009 kondigde Retail Ventures, Inc. aan dat het de resterende 25 Filene's Basement-winkels had verkocht aan de Buxbaum Group, een bedrijf dat gespecialiseerd is in bedrijfsbeëindigingen. De Buxbaum Group gaf niet aan wat het met de overgenomen winkels zou doen en Retail Ventures eerder had aangegeven dat de toekomst van het bedrijf onzeker was. 
Op 4 mei 2009 vroeg Filene's Basement officieel uitstel van betaling aan, terwijl vastgoedinvesteerders Crown Acquisitions en de Chetrit Group $ 22 miljoen boden om de merknaam en huurcontracten van 17 van de meest winstgevende winkels van Filene's Basement te kopen. Ze kondigden aan dat ze de winkels open zouden houden en zich zouden concentreren op partijgoederen van fabrikanten van luxegoederen. Op 15 juni 2009 wonnen Syms en Vornado de faillissementsveiling van de activa van Filene's Basement met een bod van $ 62,4 miljoen dollar te betalen, onder het voorbehoud van goedkeuring door de faillissementsrechtbank. 

### Na de sluiting en doorstart
Filene's Basement en moederbedrijf Syms Corporation plaatsten berichten op hun respectievelijke websites waarin ze klanten bedankten voor hun voortdurende steun en verklaarden dat z hun bekende merken naar verwachting zullen blijven bestaan., hoewel de winkels op dat moment gesloten waren. Ze moedigden mensen aan om hun persoonlijke gegevens achter te laten om op de hoogte te worden gehouden van een toekomstige doorstart. 
Daarnaast werd informatie verstrekt over het kopen van merkrechten, de handelsmerken en andere immateriële activa van het bedrijf en werd een website opgericht om het faillissementsvervolg en relevante telefoonnummers te bekijken.
In januari 2015 werd een nieuwe website geplaatst op www.filenesbasement.com die mensen aanmoedigde om zich aan te melden voor informatie die zou kunnen leiden tot een mogelijke doorstart. Vanaf half februari 2015 werden artikelen aangeboden o de site. Vanaf 1 januari 2021 worden er geen artikelen meer te koop aangeboden op de website en is de website 'under construction'.